# Zlewisko Zatoki Hudsona

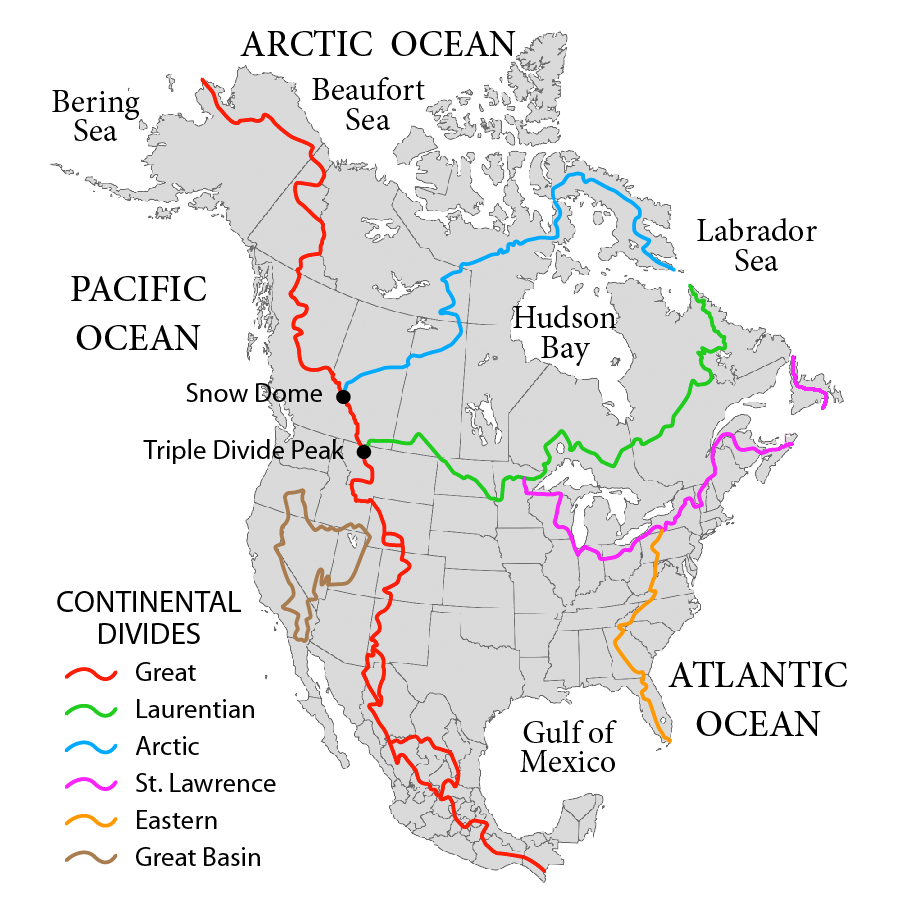
Zlewisko Zatoki Hudsona sięga do Cieśniny Davisa oraz morza na północ od 60. równoleżnika północnego, rozciągając się na zachód od półwyspu Labrador, przy czym północno-wschodnim punktem granicznym jest położony nań półwysep Chidley.

Zlewisko Zatoki Hudsona (ang. Hudson Bay drainage basin) – zbiór dorzeczy położone w północnej części Ameryki Północnej, którego wody powierzchniowe wpływają do Zatoki Hudsona (w tym Zatoki Jamesa i Zatoki Ungava) oraz przyległego do niej Basenu Foxe’a. Sięga do Cieśniny Davisa oraz morza położonego na północ od 60. równoleżnika północnego, rozciągając się na zachód od półwyspu Labrador, przy czym północno-wschodnim punktem granicznym jest położony nań półwysep Chidley.
Jest niemal całkowicie położone na terytorium Kanady, obejmując obszar Prerii Kanadyjskich oraz centralnej i północnej Kanady (części prowincji Alberta, Saskatchewan, Manitoba, Ontario, Quebec, Terytoriów Północno-Zachodnich i Nunavut). Bardzo niewielka część zlewiska znajduje się na obszarze Stanów Zjednoczonych (na terenie stanów Montana, Dakota Północna, Dakota Południowa i Minnesota).
Zlewisko Zatoki Hudsona obejmuje około 30% kanadyjskich wód oraz obszar 3 861 400 km². Najważniejszymi rzekami uchodzącymi do zatoki są Nelson, wchodząca w skład dużego systemu rzecznego rzeki Saskatchewan, oraz Churchill, płynące w kierunku wschodnim od kontynentalnego działu wodnego w Ameryce Północnej, jak również wpływająca po drugiej stronie zatoki (w prowincji Quebec) La Grande Rivière. Inne rzeki uchodzące do Zatoki Hudsona to między innymi: Thelon, Hayes, Severn, Winisk, Attawapiskat, Albany, Moose.